# Adam and the Ants
Adam and the Ants foi uma banda de rock britânica formada na cidade de Londres, em 1977. O grupo original, que durou de 1977 a 1982, tornou-se notável durante a transição do punk rock do final da década de 1970 para o pós-punk e a new wave. Eram conhecidos por performances de palco abertamente sexualizadas e uso de tambores do Burundi. Dave Barbarossa, Matthew Ashman e Leigh Gorman, da primeira formação, deixaram a banda em janeiro de 1980, por sugestão do então empresário Malcolm McLaren, para formar a banda Bow Wow Wow. A segunda formação teve o guitarrista Marco Pirroni e o baterista/produtor musical Chris Hughes e foi de Fevereiro de 1980 a Março de 1982 e alcançou grande sucesso comercial no Reino Unido como primeiros líderes do movimento New Romantic. Ambas as formações foram lideradas pelo cantor e compositor Adam Ant.

## Discografia
- Dirk Wears White Sox - 1979
- Kings of the Wild Frontier - 1980
- Prince Charming - 1981